# Шевченко Іван Іванович (поет)
Іва́н Іва́нович Шевче́нко (* 21 вересня 1902, Павлиш (сучасний Онуфріївський район Кіровоградської області) — † 22 квітня 1977) — український поет за часів радянської окупації, входив до складу спілки пролетарсько-колгоспних письменників «Плуг», згодом — член Спілки письменників України.

## З життєпису
Походить з родини робітника—залізничника. Навчався в Кременчуцькому залізничному технікумі.
В часі Визвольних змагань брав участь у комуністичному підпіллі; як зазначалося в довідкових матеріалах радянських часів — «проти гетьманщини, петлюрівців та денікінців».
Згодом був з початку 1920-х років на комсомольській роботі.
Працював редактором газет «Молоде село», «Радянський юнак». Відносився до літературної організації «Молодняк». З 1924 року служив на червоному флоті, по поверненні працював у Павлиші в колгоспі.
Друкуватися почав з 1920 року — в газетах і журналах «Всесвіт», «Молодий більшовик», «Молодняк», «Сільські вісті», «Селянська правда», «Червоний шлях», інших; один з перших редакторів журналу «Молодняк». Автор
- поеми «Пороги», 1923,
- «Комсомольське», 1925 — перша збірка,
- збірки «Юнкорія»,
- збірки «Червоний пісенник» — 1925,
- збірки «Поезії» — 1962.

В радянських критичних виданнях його творчість оцінювалася як «відображаюча натхненну героїкою комсомольську юність, пафосна соціалістичною перебудовою життя». Вірші витримані в пісенному ключі, деякі з них стали текстами для пісень — зокрема «Дванадцять косарів» (Костянтин Богуславський).
Писав краєзнавчі праці, вірші про будівників Кременчуцької ГЕС.

## Пам'ять

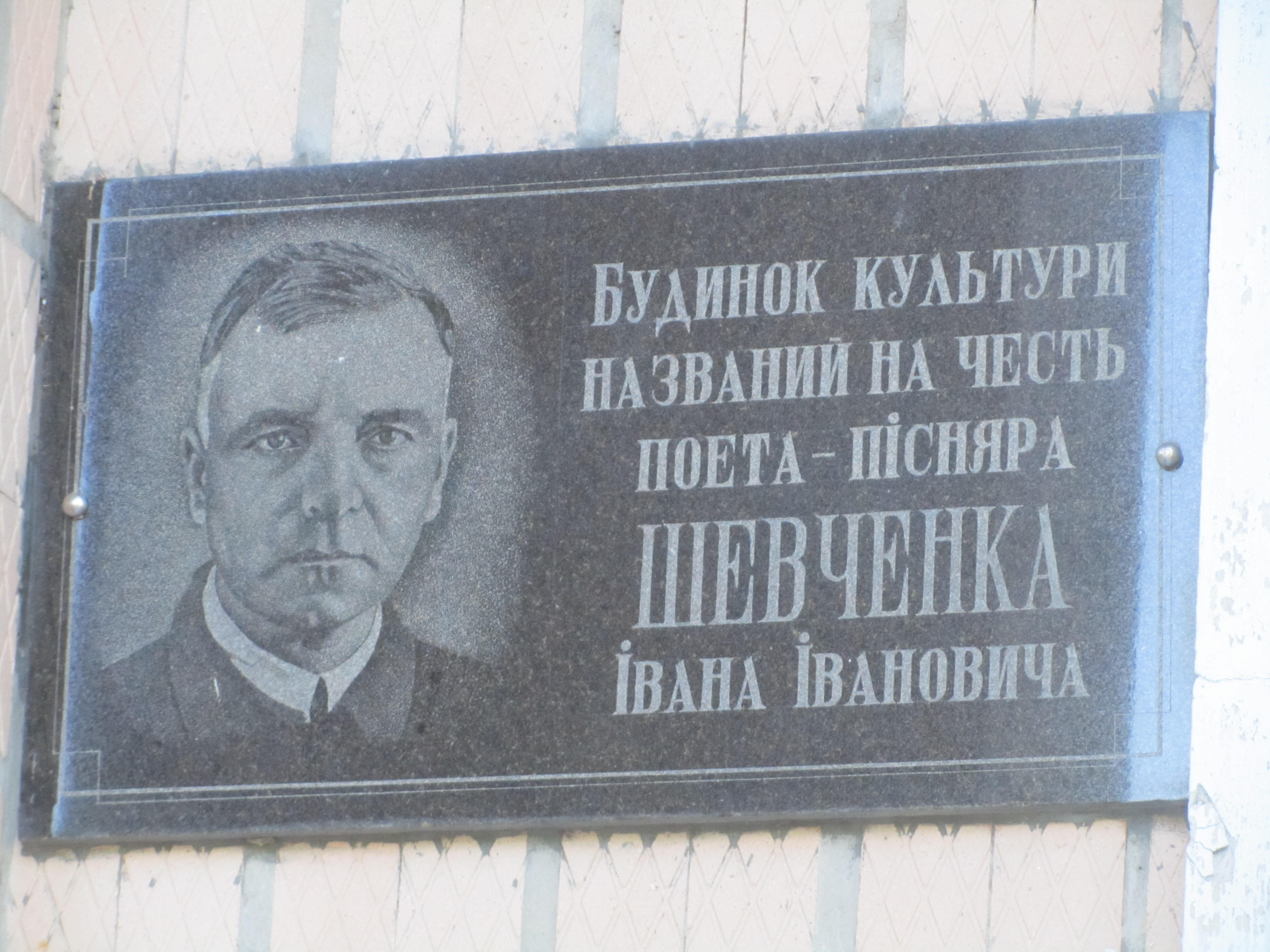
Меморіальна дошка на честь Шевченка Івана Івановича

У смт Павлиші на честь поета названо будинок культури та встановлено пам'ятну дошку.